# Вольф, Август
Август Вольф (нем. August Wolf; 1842, Вайнхайм, Баден-Вюртемберг — 1915, Венеция) — немецкий живописец, знаменитый копиями картин известных мастеров классической живописи.

## Биография
Август Вольф был родом из городка Вайнхайма (земля Баден-Вюртемберг), окончил Нюрнбергскую школу искусств. Работал в Нюрнберге (1864—1864), учился у Ганса Каноника в Карлсруэ (1868—1868), копировал картины старых мастеров в в Дрездене (1868—1868) и Мангейме (1869—1869), писал портреты.
В Мюнхене Август Вольф через своего друга Франца фон Ленбаха познакомился с коллекционером графом Адольфом Фридрихом фон Шаком, для которого в период с 1870 по 1881 год создавал полноразмерные копии знаменитых произведений живописи венецианской школы непосредственно в церквях Венеции. До 1881 года им было изготовлено сорок восемь копий, в основном с венецианской живописи XVI века. Многие из этих копий коллекции Шака ныне хранятся в Старой пинакотеке в Мюнхене.
Позднее Август Вольф писал подобные копии и для других заказчиков, коллекционеров в Германии и Америке, умело имитируя в «венецианском стиле» манеру известных мастеров, а также создавал собственные произведения, в которых он варьировал стиль и темы живописи венецианского чинквеченто. Более сорока картин Вольфа экспонируются в коллекции Шака в Мюнхене.
Был женат на Эмилии Феррари; его сыновья — художник Теодоро Вольф-Феррари и композитор Эрманно Вольф-Феррари.